# Carl Carlton (cantante)
Carl Carlton (Detroit, 21 maggio 1953) è un cantante statunitense, noto per il brano Everlasting Love del 1974.

## Biografia
Sfruttando la somiglianza della sua voce con quella di Stevie Wonder, che registrava con lo pseudonimo Little Stevie Wonder, iniziò la carriera come « Little Carl » Carlton per l'etichetta Lando Records, a metà degli anni 60. Produsse allora i brani So What e Don't You Need a Boy like Me.
Nel 1968, Don D. Robey lo scritturò per la  Back Beat Records, l'etichetta da lui fondata nel 1957. Trovandosi gli uffici di questa a Houston, Carlton vi si trasferì poco tempo dopo. Produsse allora Competition Ain't Nothing, e a seguire Everlasting Love in collaborazione con Robert Knight.
Nel 1972 Robey cedette le sue aziende alla ABC Records, e qualche anno dopo Carlton si trovò impelagato in vicende legali concernenti le royalties. Venne allora scritturato dalla Mercury Records nel 1977.
Successivamente Leon Haywood lo scritturò alla 20th Century Records. Questa collaborazione gli valse il brano She's a Bad Mama Jama del 1981.
Negli anni 2000 apparse in diversi spettacoli televisivi.

## Discografia

### Album
| Anno                         | Album                    | Piazzamento in classifica | Piazzamento in classifica | Etichetta        |
| Anno                         | Album                    | US                        | US R&B                    | Etichetta        |
| ---------------------------- | ------------------------ | ------------------------- | ------------------------- | ---------------- |
| 1973                         | Can't Stop a Man in Love | 165                       | 51                        | Back Beat        |
| 1974                         | Everlasting Love         | 132                       | 22                        | ABC              |
| 1975                         | I Wanna Be with You      | —                         | 49                        | ABC              |
| 1981                         | Carl Carlton             | 34                        | 3                         | 20th Century Fox |
| 1982                         | The Bad C.C.             | 133                       | 21                        | RCA Victor       |
| 1985                         | Private Property         | —                         | 36                        | Casablanca       |
| 1994                         | Main Event               | —                         | —                         | Evejim           |
| 2010                         | God Is Good              | —                         | —                         | CTU              |
| "—" indica non classificato. |                          |                           |                           |                  |

### Brani
| Anno                                                              | Canzone                                                  | Piazzamento in classifica | Piazzamento in classifica | Piazzamento in classifica | Piazzamento in classifica | Piazzamento in classifica | Piazzamento in classifica | Piazzamento in classifica | Certificazione | Album                    |
| Anno                                                              | Canzone                                                  | US                        | US R&B                    | AUS                       | NZ                        | UK                        | CAN Top                   | CAN AC                    | Certificazione | Album                    |
| ----------------------------------------------------------------- | -------------------------------------------------------- | ------------------------- | ------------------------- | ------------------------- | ------------------------- | ------------------------- | ------------------------- | ------------------------- | -------------- | ------------------------ |
| 1968                                                              | Competition Ain't Nothin' Little Carl Carlton            | 75                        | —                         | —                         | —                         | —                         | 55                        | —                         |                | Can't Stop A Man in Love |
| 1968                                                              | 46 Drums – 1 Guitar Little Carl Carlton                  | 105                       | —                         | —                         | —                         | —                         | 85                        | —                         |                | N/A                      |
| 1969                                                              | Look at Mary Wonder (How I Got Over) Little Carl Carlton | —                         | —                         | —                         | —                         | —                         | —                         | —                         |                | N/A                      |
| 1969                                                              | Don't Walk Away                                          | —                         | 38                        | —                         | —                         | —                         | —                         | —                         |                | N/A                      |
| 1970                                                              | Drop by My Place Little Carl Carlton                     | 78                        | 12                        | —                         | —                         | —                         | —                         | —                         |                | Can't Stop A Man in Love |
| 1971                                                              | I Can Feel It / You've Got So Much (To Learn About Love) | —                         | 47                        | —                         | —                         | —                         | —                         | —                         |                | N/A                      |
| 1972                                                              | I Won't Let That Chump Break Your Heart                  | —                         | 42                        | —                         | —                         | —                         | —                         | —                         |                | Can't Stop a Man in Love |
| 1973                                                              | You Can't Stop a Man in Love                             | —                         | 81                        | —                         | —                         | —                         | —                         | —                         |                | Can't Stop a Man in Love |
| 1974                                                              | Everlasting Love                                         | 6                         | 11                        | —                         | —                         | —                         | 19                        | 11                        |                | Everlasting Love         |
| 1975                                                              | Smokin' Room                                             | 91                        | 13                        | —                         | —                         | —                         | —                         | —                         |                | Everlasting Love         |
| 1975                                                              | Morning, Noon and Nightime                               | —                         | 71                        | —                         | —                         | —                         | —                         | —                         |                | Everlasting Love         |
| 1976                                                              | Ain't Gonna Tell Nobody (About You)                      | —                         | 67                        | —                         | —                         | —                         | —                         | —                         |                | I Wanna Be With You      |
| 1980                                                              | This Feeling's Rated X-Tra                               | —                         | 57                        | —                         | —                         | —                         | —                         | —                         |                | Carl Carlton             |
| 1981                                                              | She's a Bad Mama Jama (She's Built, She's Stacked)       | 22                        | 2                         | —                         | 27                        | 34                        | —                         | —                         | - RIAA: Gold   | Carl Carlton             |
| 1982                                                              | I Think It's Gonna Be Alright                            | —                         | 65                        | —                         | —                         | —                         | —                         | —                         |                | Carl Carlton             |
| 1982                                                              | Baby I Need Your Loving                                  | 103                       | 17                        | 12                        | —                         | —                         | 27                        | —                         |                | The Bad C.C.             |
| 1983                                                              | Swing That Sexy Thang                                    | —                         | 54                        | —                         | —                         | —                         | —                         | —                         |                | The Bad C.C.             |
| 1985                                                              | Private Property                                         | —                         | 28                        | —                         | —                         | —                         | —                         | —                         |                | Private Property         |
| 1986                                                              | Slipped, Tripped (Fooled Around and Fell in Love)        | —                         | 88                        | —                         | —                         | —                         | —                         | —                         |                | Private Property         |
| "—" indica non classificato o non distribuito in quel territorio. |                                                          |                           |                           |                           |                           |                           |                           |                           |                |                          |

## Esibizioni televisive
| Anno      | Titolo                                     | Nota                           |
| --------- | ------------------------------------------ | ------------------------------ |
| 1970      | The Merv Griffin Show                      |                                |
| 1974—1982 | American Bandstand                         | Due episodi                    |
| 1974—1983 | Soul Train                                 | Due episodi                    |
| 2003      | American Soundtrack: Rhythm, Love and Soul | Television documentary special |